# Проток Гнилушка
Проток Гнилушка — протока Медведицы в Волгоградской области. Соединяет озёра Большая Гнилуша, Малая Гнилуша и отчасти реку Бурлук. Устье реки находится в 262 км по левому берегу реки Медведица. Длина реки составляет 18 км.

## Данные водного реестра
По данным государственного водного реестра России относится к Донскому бассейновому округу, водохозяйственный участок реки — Медведица от впадения реки Терса и до устья, речной подбассейн реки — Дон между впадением Хопра и Северского Донца. Речной бассейн реки — Дон (российская часть бассейна).
Код объекта в государственном водном реестре — 05010300312107000008922.

### Притоки (км от устья)
- 4,1 км: река Бурлук (л)